# Maâtz
Maâtz és un municipi francès situat al departament de l'Alt Marne i a la regió del Gran Est. L'any 2007 tenia 81 habitants.

## Demografia

### Població
El 2007 la població de fet de Maâtz era de 81 persones. Hi havia 40 famílies de les quals 16 eren unipersonals (8 homes vivint sols i 8 dones vivint soles), 8 parelles sense fills, 8 parelles amb fills i 8 famílies monoparentals amb fills.
La població ha evolucionat segons el següent gràfic:
Habitants censats

### Habitatges
El 2007 hi havia 60 habitatges, 39 eren l'habitatge principal de la família, 20 eren segones residències i 1 estava desocupat. Tots els 60 habitatges eren cases. Dels 39 habitatges principals, 36 estaven ocupats pels seus propietaris, 2 estaven llogats i ocupats pels llogaters i 1 estava cedit a títol gratuït; 2 tenien dues cambres, 7 en tenien tres, 13 en tenien quatre i 17 en tenien cinc o més. 25 habitatges disposaven pel capbaix d'una plaça de pàrquing. A 22 habitatges hi havia un automòbil i a 12 n'hi havia dos o més.

### Piràmide de població
La piràmide de població per edats i sexe el 2009 era:
| Homes | Edats   | Dones |
| ----- | ------- | ----- |
| 0     | 95 o +  | 0     |
| 0     | 90 a 94 | 0     |
| 4     | 85 a 89 | 0     |
| 0     | 80 a 84 | 4     |
| 4     | 75 a 79 | 8     |
| 4     | 70 a 74 | 4     |
| 4     | 65 a 69 | 0     |
| 4     | 60 a 64 | 4     |
| 0     | 55 a 59 | 4     |
| 4     | 50 a 54 | 0     |
| 4     | 45 a 49 | 4     |
| 0     | 40 a 44 | 0     |
| 4     | 35 a 39 | 4     |
| 0     | 30 a 34 | 4     |
| 4     | 25 a 29 | 8     |
| 0     | 20 a 24 | 0     |
| 4     | 15 a 19 | 4     |
| 0     | 10 a 14 | 8     |
| 4     | 5 a 9   | 4     |
| 0     | 0 a 4   | 0     |

## Economia
El 2007 la població en edat de treballar era de 43 persones, 31 eren actives i 12 eren inactives. De les 31 persones actives, 30 estaven ocupades (18 homes i 12 dones) i 1 aturada (1 home). De les 12 persones inactives 3 estaven jubilades, 3 estaven estudiant i 6 estaven classificades com a «altres inactius».
Activitats econòmiques
Dels 4 establiments que hi havia el 2007, 1 era d'una empresa de fabricació d'altres productes industrials, 2 d'empreses de construcció i 1 d'una empresa de comerç i reparació d'automòbils.
L'únic servei als particulars que hi havia el 2009 era un electricista.
L'any 2000 a Maâtz hi havia 4 explotacions agrícoles que ocupaven un total de 588 hectàrees.

## Poblacions més properes
El següent diagrama mostra les poblacions més properes.